# Cristatusaurus
Cristatusaurus is een geslacht van theropode dinosauriërs behorend tot de groep van de Tetanurae dat tijdens het vroege Krijt leefde in het gebied van het huidige Niger.

## Naamgeving
De typesoort Cristatusaurus lapparenti is in 1998 benoemd en beschreven door Philippe Taquet en Dale Russell. De geslachtsnaam is afgeleid van het Latijnse cristatus, "bekamd", een verwijzing naar de schedelkam. De soortaanduiding eert de in 1975 overleden Franse paleontoloog Albert-Félix de Lapparent wegens zijn bijdragen aan het veldwerk in Niger tijdens het seizoen van 1966.

## Vondsten

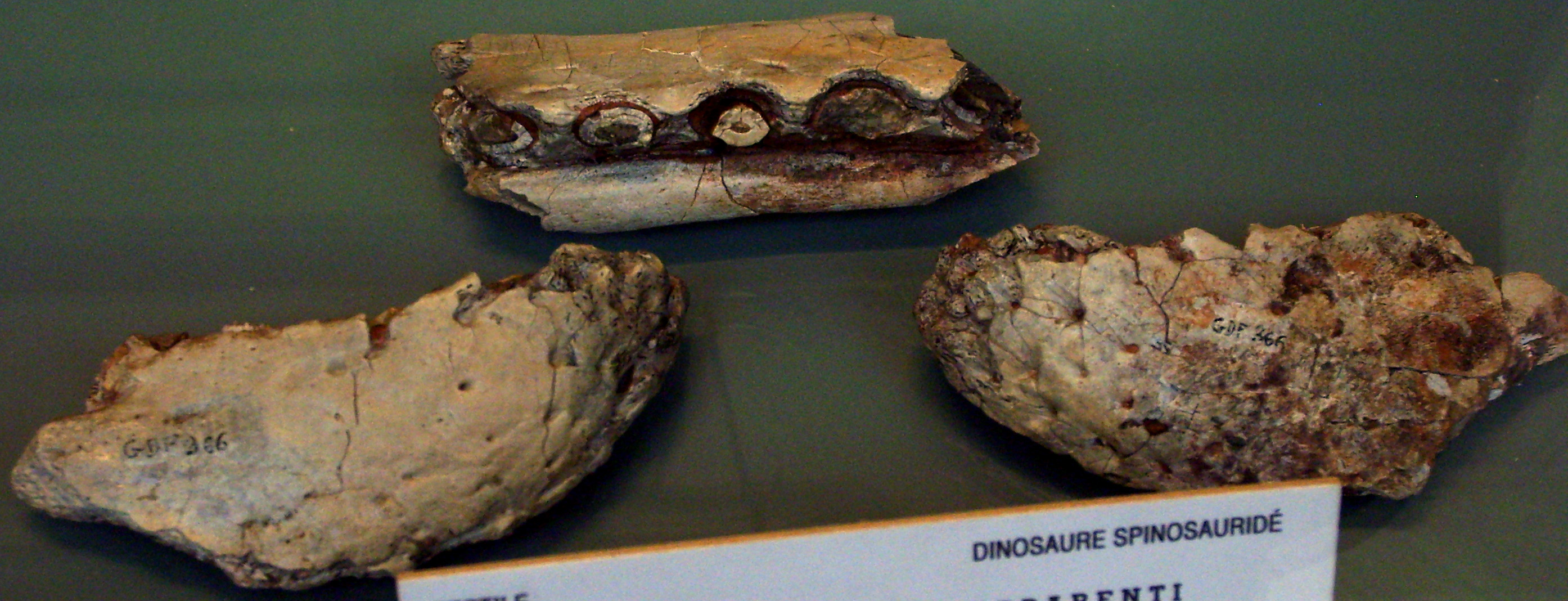
Het holotype van Cristatusaurus te Parijs, MNHN GDF 366

Het holotype, MNHN GDF 366, is door Taquet in 1973 bij Gadoufaoua gevonden in de Tegemaformatie die stamt uit het late Aptien. Het bestaat uit twee losse praemaxillae, de voorste snuitbeenderen, een stuk rechtermaxilla en een stuk onderkaak, alle van één onvolgroeid individu. Ook enkele andere fragmenten zijn gevonden en als paratype toegewezen: MNHN GDF 365, twee nog verbonden praemaxillae, en MNHN GDF 357, 358, 359 en 361, vier ruggenwervels. Deze laatste behoren aan individuen die tweeënhalf tot vijf keer langer zijn dan het typespecimen. Dit laatste moet zo'n drie meter lang geweest zijn; de volwassen dieren zouden met een lengte van vijftien meter tot de grootste bekende theropoden behoren en de verwante Spinosaurus in omvang benaderd hebben. Ook latere fragmentarische vondsten zijn door Franse onderzoekers aan de soort toegewezen en verder in 2007 specimen MNHN GAD 513, een skelet zonder schedel.

## Beschrijving

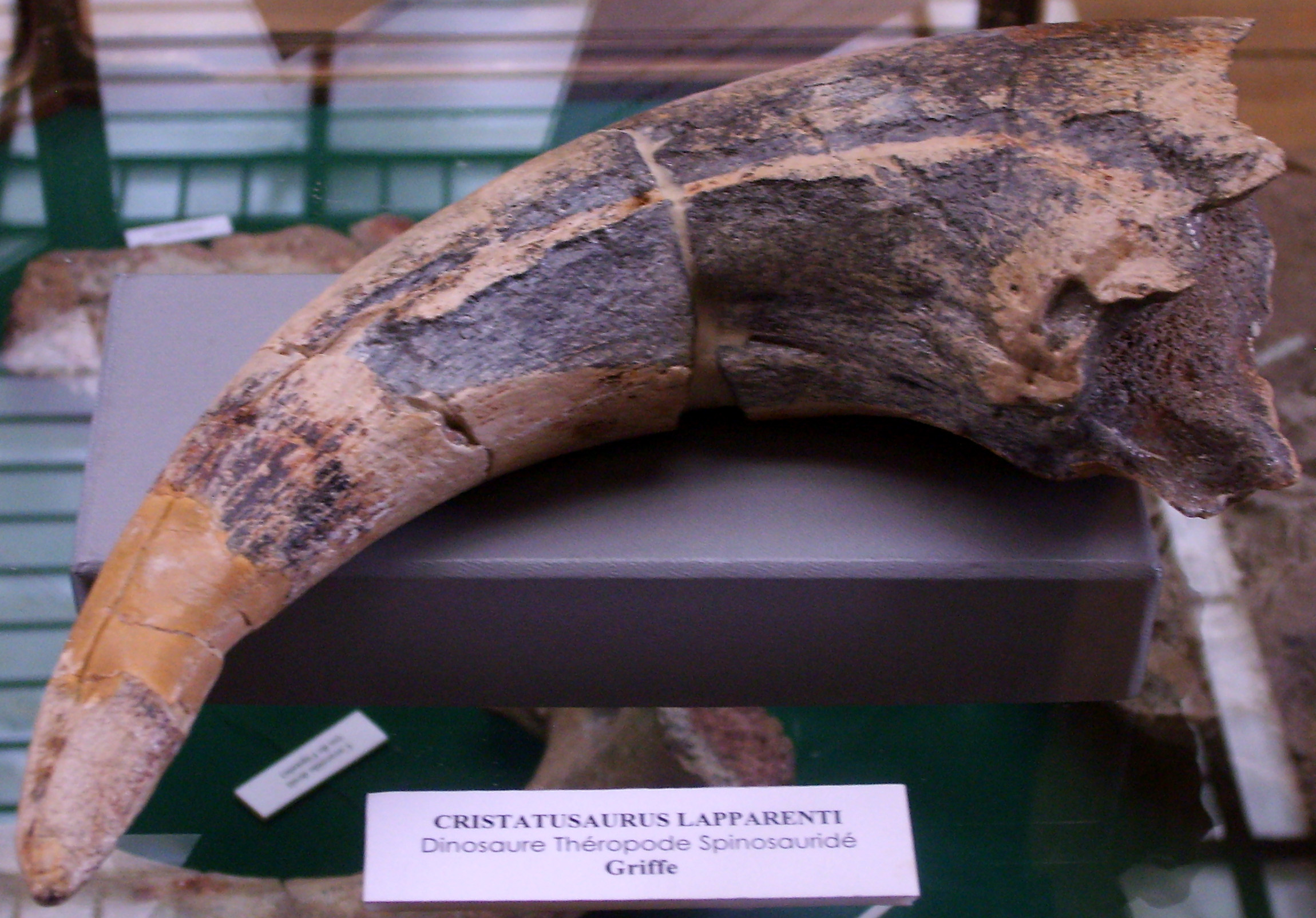
Een handklauw uit Niger aan Cristatusaurus toegeschreven

Cristatusaurus heeft een langgerekte snuit met vooraan een sterke verbreding, een rozet die als grijporgaan diende. Vlak daarachter wordt de schedel veel nauwer en loopt meteen omhoog richting een vermoedelijke schedelkam, waarnaar de soort vernoemd is. De tanden, die alleen uit de tandkassen bekend zijn, zijn vrij groot en staan dicht op elkaar. Er zijn zeven tanden in de praemaxilla, minstens elf in de maxilla.

## Fylogenie
De beschrijvers plaatsten Cristatusaurus in de Spinosauridae en meenden dat vooraan geplaatste schedelkam een kenmerk was dat de soort duidelijk van verwante vormen onderscheidde. Andere onderzoekers, zoals Paul Sereno, menen echter dat door het fragmentarische karakter van de fossielen en de jonge leeftijd van het holotype de soort niet betrouwbaar onderscheiden kan worden van de Baryonychinae, zoals de in dezelfde formatie aangetroffen Suchomimus en de Engelse Baryonyx. Ze zien de naam dan ook als een nomen dubium. De verwantschappen zouden dan als volgt liggen:
| Baryonychinae | \| \| Baryonyx walkeri \| \| \| \| \| \| Suchomimus tenerensis \| \| \| \| \| \| Cristatusaurus lapparenti \| \| \| \| \| \| ?Suchosaurus cultridens \| \| \| \| |
|               | \| \| Baryonyx walkeri \| \| \| \| \| \| Suchomimus tenerensis \| \| \| \| \| \| Cristatusaurus lapparenti \| \| \| \| \| \| ?Suchosaurus cultridens \| \| \| \| |
|               | Spinosaurinae |
|               | |
|               | Baryonyx walkeri |
|               | |
|               | Suchomimus tenerensis |
|               | |
|               | Cristatusaurus lapparenti |
|               | |
|               | ?Suchosaurus cultridens |
|               | |

|  | Baryonyx walkeri          |
|  |                           |
|  | Suchomimus tenerensis     |
|  |                           |
|  | Cristatusaurus lapparenti |
|  |                           |
|  | ?Suchosaurus cultridens   |
|  |                           |

Is Cristatusaurus wel te onderscheiden van Baryonyx — waarvan geen schedelkam bekend is — maar niet van Suchomimus, dan heeft Cristatusaurus prioriteit over Suchomimus omdat hij net een maand eerder beschreven is. In ieder geval behoorden de resten toe aan een grote vleeseter.